# 의암별제

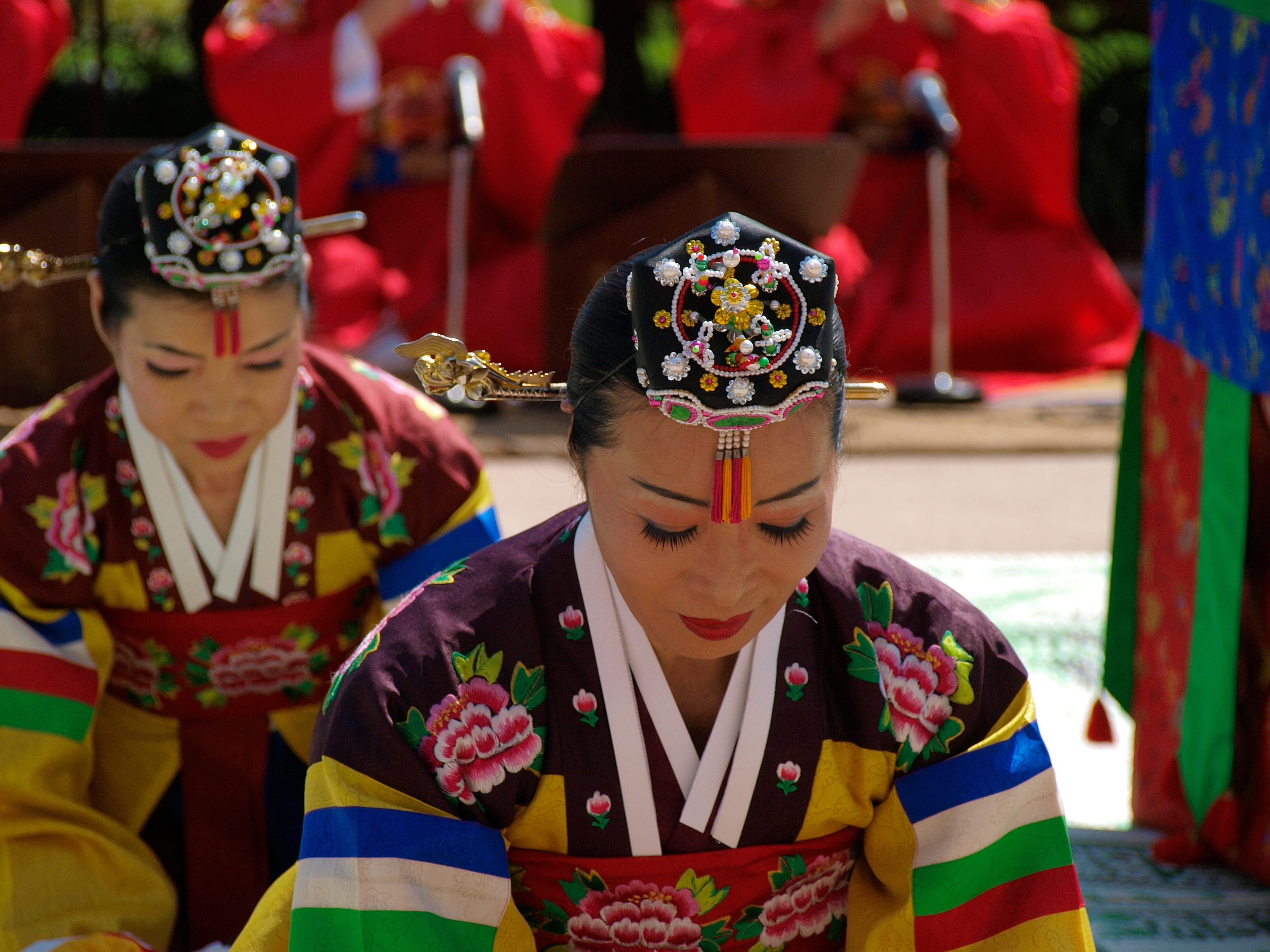
의암별제의 포구락무

의암별제(義巖別祭)는 매년 음력 6월에 길일을 택하여 논개를 추고하기 위해 기생들만이 치른 대규모 의식으로, 악공을 제외하고 제관(祭官) 등 모든 의식을 여자(기생)들이 주관하는 독특한 제전이며, 선비들의 음악인 정악(正樂)을 사용한다는 점을 특징으로 하는 행사이다.

## 개요
1868년 고종 5년 당시 진주목사이던 정현석은 진주병사(경상우병마절도사)와 의논하여 논개의 사당을 다시 중건한 뒤, 춘추상제와 별도로 매년 6월중 길일을 택하여 논개에 대한 제향을 실시토록 했는데 이것이 바로 의암별제였다.
기생의 문화와 국악에 관심이 많았던 정현석은 논개에 대한 불멸의 정신을 기리기 위한 제의와 가무로서의 의암별제가 시작된 것이다. 조선시대 종묘(宗廟)에서 역대 임금을 제사지낸 종묘대제(宗廟大祭)나 문묘(文廟)에서 공자를 비롯한 중국의 성인들과 한국의 유학자들을 위해 제사를 지내는 석전대제(釋奠大祭)를 제외하고서 이처럼 음악과 노래, 춤이 어우러진 제사의식을 치른 경우는 전례가 없는 일이다.
1868년 첫 제례 때 300명의 기생들이 연 3일 동안 진행하는 엄숙한 제례의식과 악가무 즉 의암별제 가무의 광경은 가히 장관이었다고 전해진다. 정현석 진주목사 자신도 그 감격을 다음과 같이 표현하였다.
"무진년 6월에 단을 만들어 향불을 피워 3백명의 기녀들이 정성으로 제를 올리니 논낭자의 충의의 영혼이 내려오는 듯 하구나."
1893년 고종 30년 진주성 함락 300주년을 맞아 열린 의암별제에는 수 천 명의 구경 인파가 몰렸다는 기록이 전한다.

## 구성
임진왜란이 일어난 이듬해 1593년 계사년 음력 6월 진주성 함락 직후 진주 촉석루 아래 바위 의암(義巖)에서 왜장(倭將)을 끌어안고 남강에 뛰어 들어 함께 죽은 의기(義妓) 논개(論介)를 추모하는 내용이다.
의암별제는 음악, 춤, 노래가 동시에 어우러져 행해지는데, 크게 10 부분으로 구성된다.
첫째, 제찬을 갖추어 진주 촉석루에 차려 놓는다. 둘째, 채화를 그릇마다 꽂아 놓는다. 셋째, 헌관 이하 여러 제관은 예복을 갖추고 촉석루 아래에 대기한다. 넷째, 영신악이 연주되는 동안 영신례(迎神禮)를 행한다. 다섯째, 상향(上香)의 음악과 노래와 춤과 함께 예를 진행한다. 여섯째, 초헌(初獻)의 음악과 노래와 춤과 함께 예를 진행한다. 일곱째, 아헌(亞獻)의 음악과 노래와 춤과 함께 예를 진행한다. 여덟째, 종헌(終獻)의 음악과 노래와 춤과 함께 예를 진행한다. 아홉째, 의암별곡과 별무에 맞추어 사신례와 음복례와 망요례를 행한다. 열째, 제례가 끝나면 여흥가무로 이어진다.

## 가무
여흥가무에는 각종 무형문화재가 선보이는데 그 내용은 다음과 같다.
| 행사                | 문화재                  | 지정번호  | 행사주체                   |
| ------------------- | ----------------------- | --------- | -------------------------- |
| 진주한량무          | 경상남도 무형문화재     | 3호       | 진주 한량무 보존회         |
| 진주삼천포농악      | 대한민국 국가무형문화재 | 제11-가호 | 진주삼천포농악 보존회      |
| 진주검무            | 대한민국 국가무형문화재 | 제12호    | 진주검무 보존회            |
| 진주포구락무        | 경상남도 무형문화재     | 제12호    | 진주포구락무 보존회        |
| 진주교방굿거리춤    | 경상남도 무형문화재     | 제21호    | 진주교방굿거리춤 보존회    |
| 신관용류 가야금산조 | 경상남도 무형문화재     | 제25호    | 신관용류 가야금산조 보존회 |
| 논개음악회          | -                       | -         | 진주시립전통예술단         |

## 복원
의암별제는 조선시대 종묘제례와 문묘제례에 버금가는 종합가무제례로, 그 자체가 갖고 있는 반일적 특성 때문에 일제 강점기 때 단절 되었으나 진주검무 인간문화재 성계옥 여사의 평생에 걸친 노력으로 1992년 그 빛을 보게 되었다.
의암별제 복원은 성경린(고증), 김천흥(무보), 고 김기수(악보) 선생 등 한국 국악계의 3대 거성들이 참여한 역사적인 문화숙원 사업이었다. 의암별제는 정현석 진주목사가 남긴 《교방가요》에 그 기록이 자세히 남아있어 뚜렷한 고증이 가능했고, 국악계의 지원으로 그 엄장한 제례의식의 복원이 가능했다.
또한 진주 교방 출신으로 마지막 생존자인 김수악 명인(진주검무와 진주교방굿거리춤의 전승자)과 같은 이들의 정확한 고증과 검증이 없었다면 더욱 힘든 일이었을 것이다.

## 같이 보기
- 논개
- 진주논개제